# Phong trào chống hạt nhân

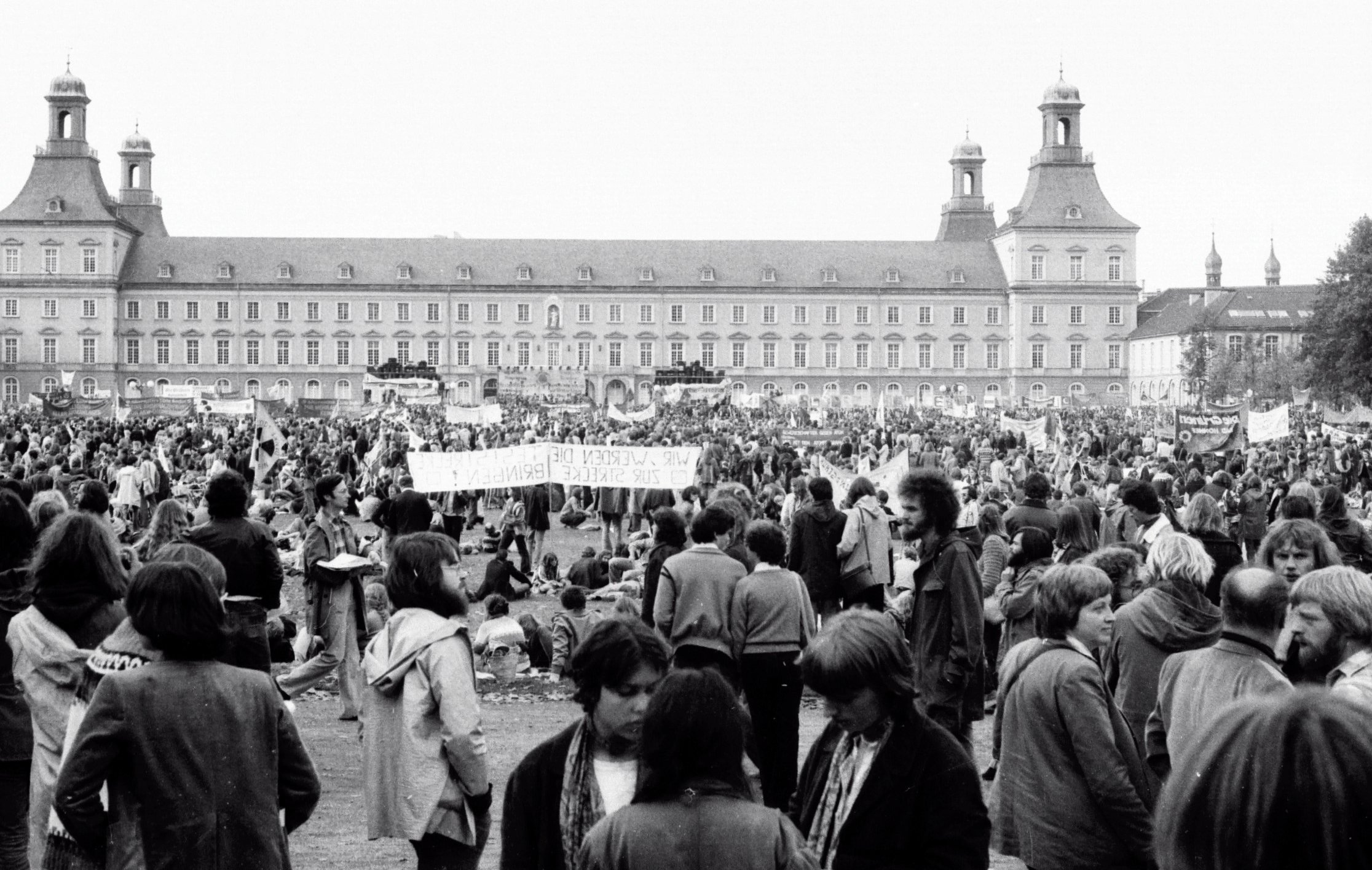
169.000 người đã tham dự cuộc biểu tình chống hạt nhân ở Bonn, Tây Đức, ngày 14 tháng 10 năm 1979, sau Sự cố Three Mile Island.

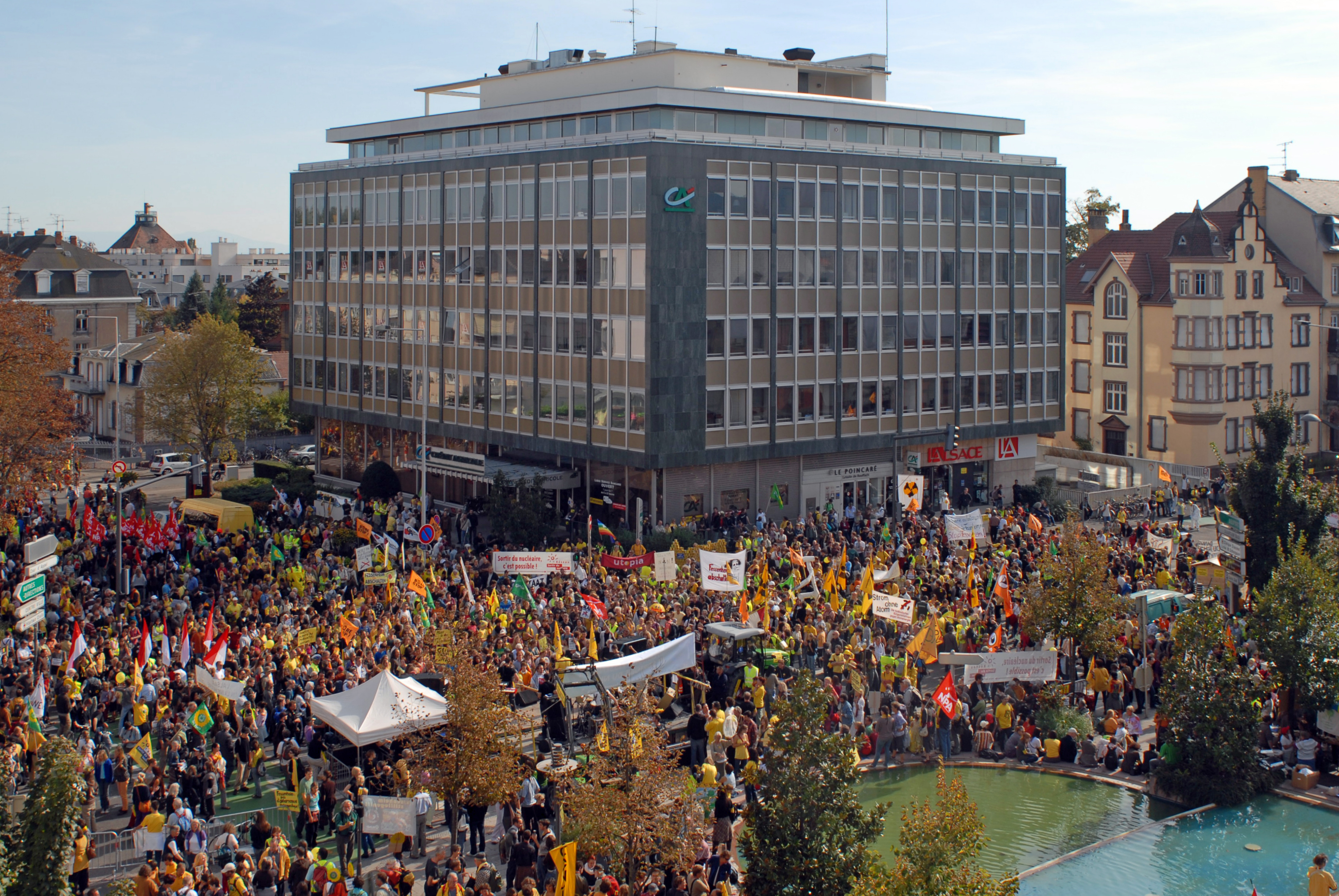
Biểu tình chống hạt nhân ở Colmar, đông bắc Pháp, ngày 3 tháng 10 năm 2009

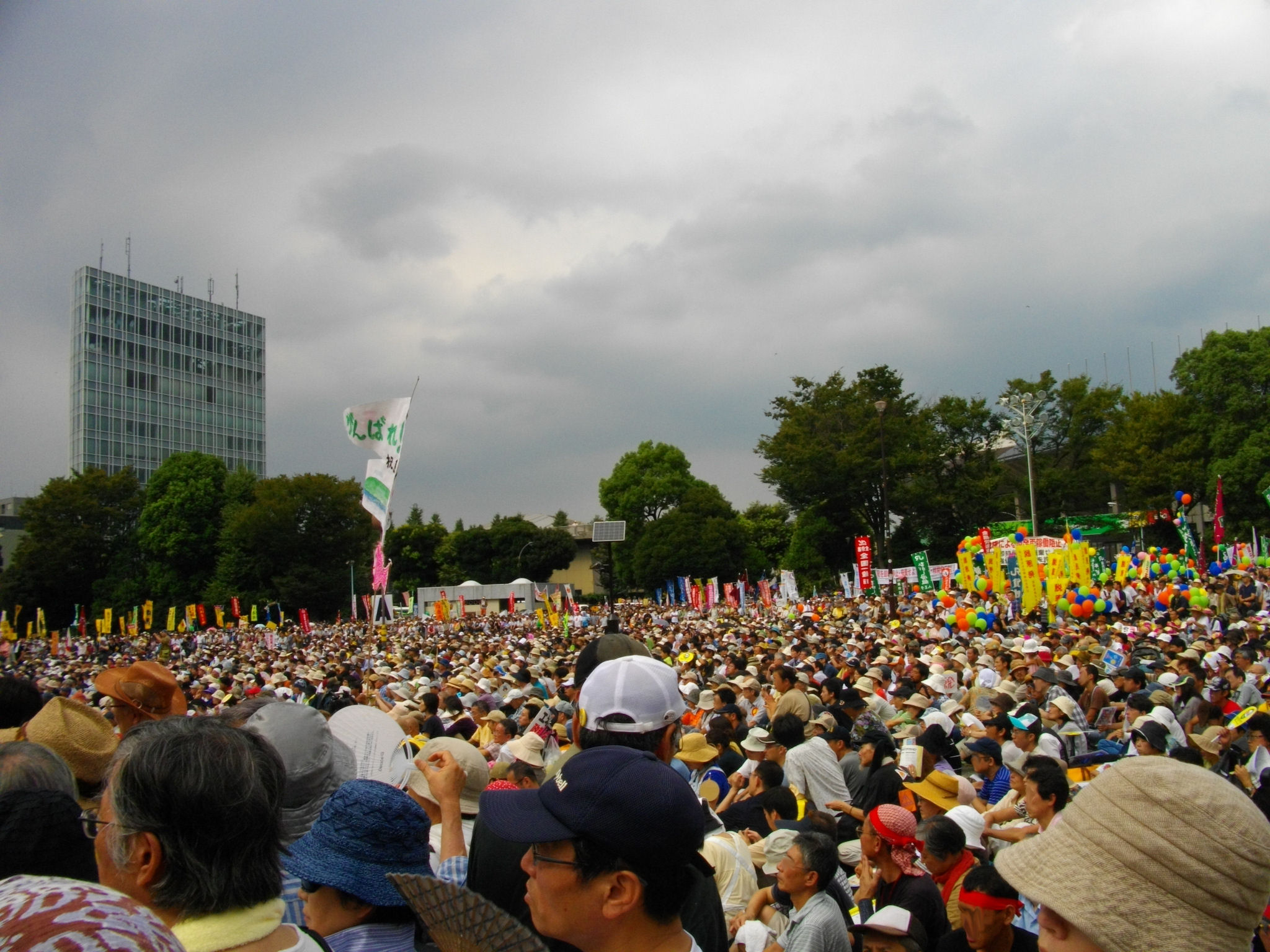
Biểu tình phản đối nhà máy điện hạt nhân Rally sau Sự cố nhà máy điện hạt nhân Fukushima I, ngày 19 tháng 7 năm 2011 ở khu phức hợp Đền Shrine ở Tokyo, Nhật Bản

Phong trào chống hạt nhân là phong trào xã hội phản đối các loại công nghệ hạt nhân khác nhau. Một số nhóm hành động trực tiếp, phong trào môi trường và tổ chức nghề nghiệp đã tự nhận mình là bên tham gia phong trào ở cấp địa phương, quốc gia hoặc quốc tế. Các tổ chức chống hạt nhân lớn bao gồm Chiến dịch giải trừ vũ khí hạt nhân (CND), Friends of the Earth, Hòa bình xanh, Hiệp hội Y sĩ Quốc tế Phòng ngừa Chiến tranh hạt nhân (IPPNW), Peace Action, Trại phụ nữ Seneca vì một tương lai hòa bình và công lý và Dịch vụ Tài nguyên và Thông tin Hạt nhân (NIRS). Mục tiêu ban đầu của phong trào là giải trừ hạt nhân, và kể từ cuối những năm 1960, phong trào đã mở rộng sang phản đối cả việc sử dụng năng lượng hạt nhân. Nhiều nhóm chống hạt nhân phản đối cả năng lượng hạt nhân và vũ khí hạt nhân. Sự hình thành các Đảng Xanh trong những năm 1970 và 1980 được coi là kết quả trực tiếp của nền chính trị chống hạt nhân.
Các nhà khoa học và nhà ngoại giao đã tranh luận về chính sách vũ khí hạt nhân kể từ trước vụ ném bom nguyên tử xuống Hiroshima và Nagasaki năm 1945. Công chúng bắt đầu lo ngại về thử nghiệm vũ khí hạt nhân từ khoảng năm 1954, sau vụ thử nghiệm hạt nhân rộng khắp Thái Bình Dương. Năm 1963, nhiều quốc gia đã phê chuẩn Hiệp ước cấm thử vũ khí hạt nhân một phần nhằm cấm thử nghiệm hạt nhân trong khí quyển.
Một số ý kiến phản đối vũ khí hạt nhân ở địa phương xuất hiện vào đầu những năm 1960, và vào cuối những năm 1960, một số thành viên giới khoa học bắt đầu bày tỏ mối quan ngại của họ. Đầu những năm 1970, nhiều cuộc biểu tình được tiến hành nhằm phản đối đề xuất xây dựng một nhà máy điện hạt nhân ở Wyhl am Kaiserstuhl, Tây Đức. Dự án bị hủy bỏ vào năm 1975 và thành công chống hạt nhân ở Wyhl đã truyền cảm hứng cho làn sóng phản đối năng lượng hạt nhân ở các khu vực khác của châu Âu và Bắc Mỹ. Năng lượng hạt nhân đã trở thành một vấn đề gây phản đối lớn của công chúng vào những năm 1970, và trong khi sự phản đối năng lượng hạt nhân vẫn tiếp tục, sự ủng hộ năng lượng hạt nhân ngày càng tăng của công chúng đã xuất hiện trở lại trong thập kỷ qua do nhận thức ngày càng tăng về sự nóng lên toàn cầu và mối quan tâm mới đến tất cả các loại năng lượng sạch.
Một cuộc biểu tình phản đối năng lượng hạt nhân diễn ra vào tháng 7 năm 1977 tại Bilbao, Tây Ban Nha, với hơn 200.000 người tham gia. Sau Sự cố Three Mile Island năm 1979, một cuộc biểu tình chống hạt nhân đã được tổ chức tại thành phố New York với 200.000 người tham gia. Năm 1981, cuộc biểu tình chống năng lượng hạt nhân lớn nhất nước Đức diễn ra nhằm phản đối Nhà máy điện hạt nhân Brokdorf ở phía tây Hamburg, với khoảng 100.000 người đã chống lại 10.000 cảnh sát. Cuộc biểu tình lớn nhất được tổ chức ở Thành phố New York ngày 12 tháng 6 năm 1982, với một triệu người tham gia. Cuộc biểu tình về vũ khí hạt nhân năm 1983 ở Tây Berlin có khoảng 600.000 người tham gia. Tháng 5 năm 1986, sau Thảm họa Chernobyl, ước tính có khoảng 150.000 đến 200.000 người tuần hành ở Rome để phản đối chương trình hạt nhân của Ý. Tại các công đoàn ở Úc, các nhà hoạt động vì hòa bình và các nhà bảo vệ môi trường đã phản đối việc khai thác urani từ những năm 1970 trở đi, và các cuộc biểu tình quy tụ hàng trăm nghìn người phản đối vũ khí hạt nhân lên đến đỉnh điểm vào giữa những năm 1980. Tại Hoa Kỳ, làn sóng phản đối của công chúng đã diễn ra trước khi đóng cửa Shoreham, Yankee Rowe, Millstone 1, Rancho Seco, Maine Yankee và nhiều nhà máy điện hạt nhân khác.
Nhiều năm sau thảm họa Chernobyl năm 1986, năng lượng hạt nhân vẫn nằm ngoài chương trình nghị sự chính sách ở hầu hết các quốc gia, và phong trào chống năng lượng hạt nhân dường như đã giành chiến thắng nên một số nhóm chống hạt nhân đã giải tán. Tuy nhiên, vào thập niên 2000, sau các hoạt động quan hệ công chúng của ngành công nghiệp hạt nhân, cùng những tiến bộ trong thiết kế lò phản ứng hạt nhân và quan ngại về ấm lên toàn cầu, các vấn đề về điện hạt nhân đã quay trở lại các cuộc thảo luận chính sách năng lượng ở một số nước. Sự cố nhà máy điện hạt nhân Fukushima I sau đó đã đạp đổ nỗ lực phục hưng hạt nhân và làm tái bùng nổ làn sóng phản đối hạt nhân trên toàn thế giới, khiến các chính phủ rơi vào thế bị động. Tính đến năm 2016, các quốc gia như Úc, Áo, Đan Mạch, Hy Lạp, Malaysia, New Zealand và Na Uy không có nhà máy điện hạt nhân và vẫn phản đối điện hạt nhân. Đức, Ý, Tây Ban Nha và Thụy Sĩ đang dần loại bỏ năng lượng hạt nhân. Thụy Điển trước đây có chính sách loại bỏ hạt nhân, nhằm chấm dứt sản xuất điện hạt nhân ở nước này trước năm 2010. Ngày 5 tháng 2 năm 2009, Chính phủ Thụy Điển đã công bố một thỏa thuận cho phép thay thế các lò phản ứng hiện có, chấm dứt chính sách loại bỏ dần.
Trên toàn cầu, số lượng lò phản ứng có thể hoạt động vẫn gần như giữ nguyên trong 30 năm qua, và sản lượng điện hạt nhân đang tăng trưởng đều đặn sau thảm họa Fukushima.